# Tiefenbach (Ginshamer Bach)
Der Tiefenbach ist der Oberlauf und längere Abschnitt des Ginshamer Bachs, im weiteren Verlauf ein Zufluss zur Glonn in Oberbayern.
Er entsteht nordnordwestlich des Dorfes Aschhofen der Gemeinde Feldkirchen-Westerham am Rande des Waldgebietes Ried und fließt in einem bald eingeschnittenen Waldtal in südöstlicher Richtung. Dort wird er von einem Kreuzweg gequert. Kurz darauf fließt er im Wald mit dem von rechts und Südsüdwesten her kommenden, deutlich kürzeren Kohlberggraben dicht an der Gemeindegrenze zu Markt Bruckmühl zum Ginshamer Bach zusammen, der nach dem nur 800 Meter südöstlich liegenden Bruckmühler Dorf Ginsham benannt ist, das dieser Bach nach dem bald folgenden Austritt in die flachere Flur dann durchfließt.
Der Tiefenbach ist etwa 2,9 km lang, hat ein Gefälle von etwa 84 Metern und damit ein mittleres Sohlgefälle von 25 ‰. Er entwässert etwa 2,9 km².

### BayernAtlas („BA“)
Amtliche Online-Gewässerkarte mit passendem Ausschnitt und den hier benutzten Layern: Lauf und Einzugsgebiet des Tiefenbachs

Allgemeiner Einstieg ohne Voreinstellungen und Layer: BayernAtlas der Bayerischen Staatsregierung (Hinweise)
1. 1 2  Höhe abgefragt auf dem Hintergrundlayer Amtliche Karte (Rechtsklick).
2. ↑  Länge abgemessen auf dem Hintergrundlayer Amtliche Karte.
3. ↑  Einzugsgebiet abgemessen auf dem Hintergrundlayer Amtliche Karte.